# Пон-дю-Гар
Пон-дю-Гар (фр. Pont du Gard, букв. «Міст через Гар») — найвищий давньоримський акведук. Побудований через річку Гардон (яку раніше називали Гар) у французькому департаменті Гар поблизу Ремулена. Пам'ятка Світової спадщини ЮНЕСКО (з 1985 р.),
Гарський міст є масивним арковим акведуком завдовжки 275 м і висотою 48 м. Був споруджений приблизно 2000 років тому як складова частина 50-кілометрового водогону, який постачав питну воду в найдавніше на сьогоднішній французькій території римське місто Нім (Nemausus). Пон-дю-Гар будувався як винятково технічна споруда для постачання води, і не має жодних ознак архітектурного оздоблення, можливо саме тому не збереглись до нашого часу дані про точну дату будівництва мосту та людину, що його спроєктувала.

## Будова акведука
Міст-акведук Пон-дю-Гар має три яруси:
- Нижній ярус, загальною довжиною 142 м, складається з шести великих арок 22 метри заввишки та 6 метрів завширшки, та обладнаний водорізами, щоб зменшити опір води. У 1747 р. до нижнього ярусу було добудовано новий міст Анрі Пато. Нині цей міст є пішохідним.
- Середній — загальною довжиною 242 м, з 11 таких самих арок 20 метрів заввишки та 4 метри завширшки. Ширина арок другого поверху проти першого є меншою, що й дозволяло дуже довгий час використовувати міст як переправу для пішоходів.
- А верхній — загальною довжиною 275 м, з 35 арок меншого розміру 3 метри завширшки та 7 метрів заввишки, тут і проходив канал, яким протікала вода. Сам канал завширшки 1.2 метри та заввишки 1.8 метрів з крутим спуском 0.4 %, може спокійно вміщувати людину. Починаючи з другої половини XIX століття, коли було побудовано сходи на верхній ярус, канал став доступним для відвідувань.

У міру наближення до берега ширина арок зменшується. Конструкція мосту була заснована на дуже точній підгонці кам'яних блоків, причому вапняний розчин не застосовувався, на деяких каменях досі можна помітити відмітки з буквами та цифрами, що вказували на місце їх розташування. Неозброєним оком також можна побачити необтесане каміння, що виступає зі стін арок, воно використовувалось для підтримання риштування. Пон-дю-Гар перетинає річку по невеличкій кривій, але цьому феномену досі немає єдиного пояснення.

## Історія

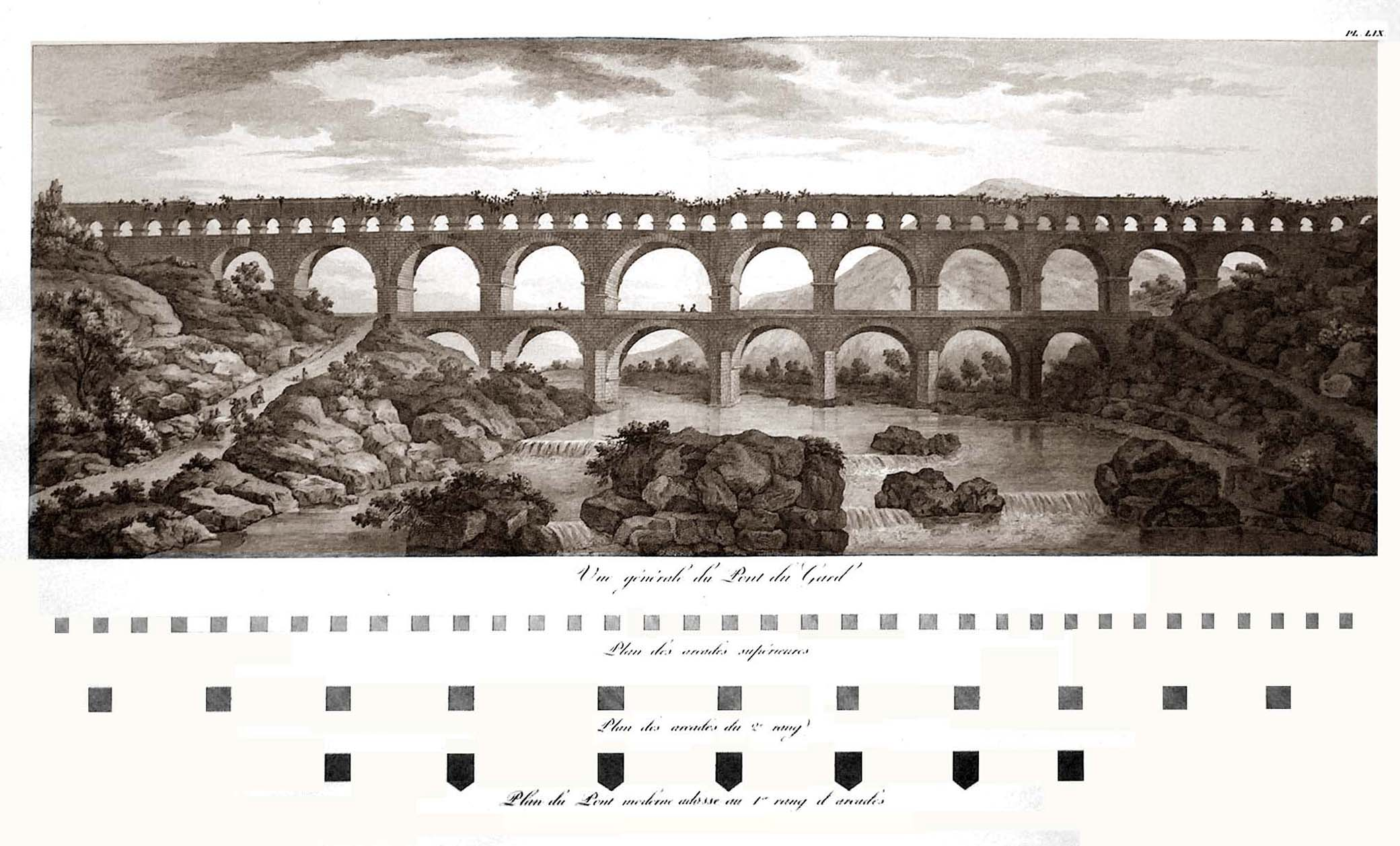
Гравюра Пон-дю-Гару Чарльза-Луї Клерісау, 1804, на якій видно застарілий стан мосту на початку XIX століття

Довгий час вважалося, що Пон-дю-Гар було споруджено для постачання водою міста Нім за наказом Марка Агріппи, зятя імператора Октавіана Августа (близько 19 року до н. е.). Новітні дослідження свідчать про те, що будівництво велося між 40 та 60 р до н. е. і тривало п'ять років, тоді як на будівництво всього акведука, що йде з Юзесу в Нім, пішло 15 років.
Пон-дю-Гар є найвидовищнішою та найбільш збереженою частиною акведука, протяжність якого становить близько 50 км. Початок акведука знаходиться за 20 км від Німу поблизу міста Юзес, а кінець — на вулиці Лампез у місті Нім, де досі можна побачити залишки розподільчого резервуару (Castellum divisorium), де вода розподілялась по різних каналах, що вели в публічні лазні, фонтани та у приватні будинки заможних жителів. Щоденно канал міг постачати 20 000 кубометрів води. Різниця висот між Юзесом та Німом становить 12 м, тож щоб вода текла під силою земного тяжіння, нахил каналу становить в середньому 25 см на 1 км. На переважній частині шляху акведук пролягає під землею і лише в деяких місцях по аркадах акведуків, частково зруйнованих з часом місцевими жителями. Каміння з акведука досі можна знайти у стінах будинків прилеглих районів.

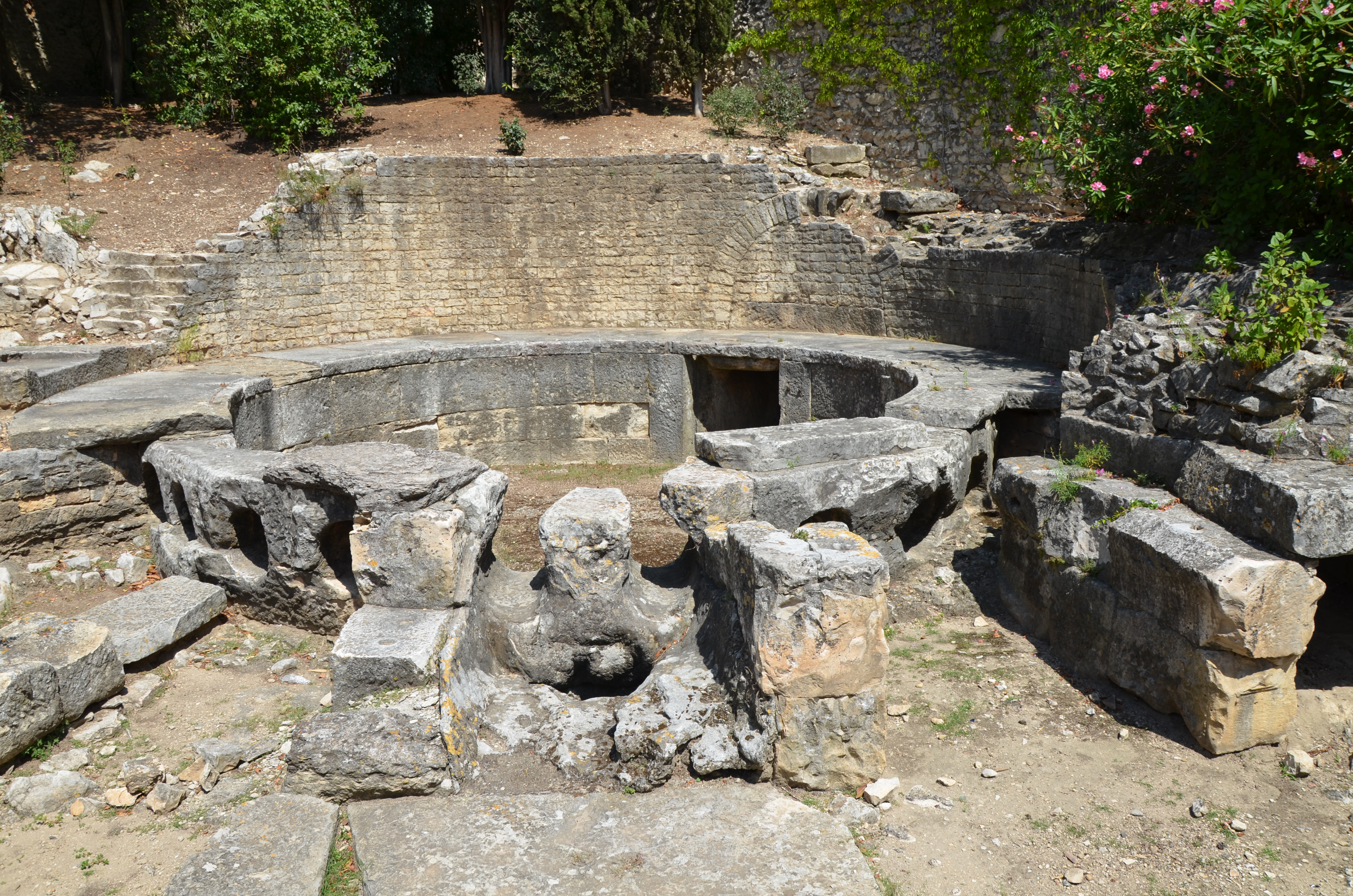
Розподільчий резервуар(Castellum divisorium)

Сам акведук постачав воду в Нім протягом приблизно 500 років з піками споживання у II та III століттях і припинив свою роботу в VI столітті через нашарування вапняку на стінках каналів, відвід води місцевими жителями та занепад Римської імперії.
Через припинення роботи акведука Пон-дю-Гар у Середньовіччя використовувався як віадук через річку Гар. До XIV століття через міст могли переходити лише пішоходи, а навантажені підводи мали йти вбрід, що було можливе лише в сухі сезони, коли річка Гар майже висихала. Але починаючи з середини XIV століття у нижній частині аркад було зроблено вибоїни висотою 1,7 метра, що майже доходили до середини опор, які відтоді дозволяли проходити по мосту також підводам. І хоча життя мосту було відновлено, виникла реальна загроза цілісності конструкції Пон-дю-Гара.

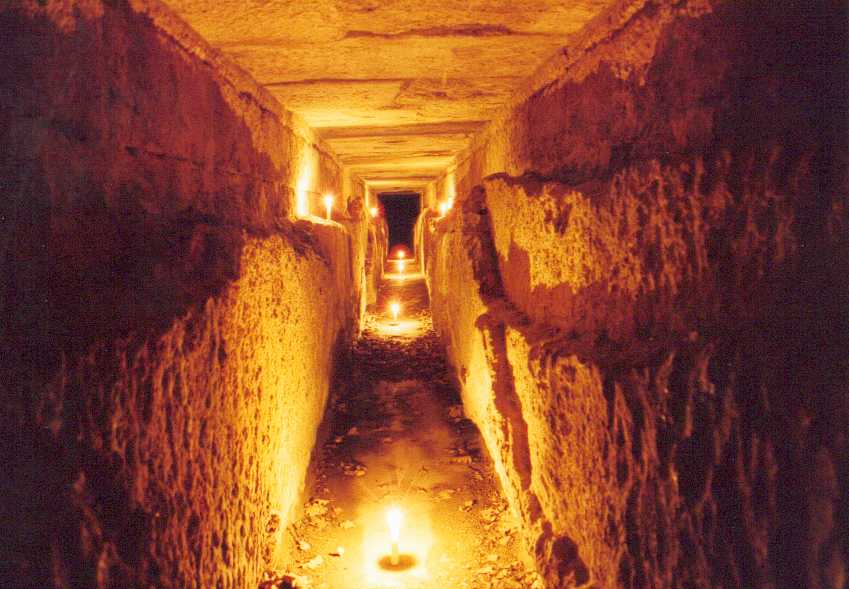
Канал, що постачав воду по верхньому ярусу Пон-дю-Гар

З 1696 до 1702 року вибоїни в арках було частково ліквідовано, замість них біля колон було зведено платформи з балюстрадою, які своєю основою спиралися на трикутні водорізи. Але це не вирішило проблему переправи великогабаритного транспорту — такого, як, наприклад, підводи з військовою технікою, гарматами тощо. Тому було вирішено спорудити новий міст. І з 1743 по 1747 рік відомий французький інженер та спеціаліст з гідравліки Анрі Піто повністю зміцнив основи арок другого поверху та звів новий міст через Гардон, прикріплений до першого рівня оригінального Пон-дю-Гар. У 1745 році до одної з арок було прикріплено мармурову табличку з латинським написом:
|  | AQUEDUCTUM STRUXERANT ROMANI PONTEM ADDITIT OCCITANIA ANNO MDCCXLV CURA. D. HENR. PITOT E REGIA SCIENTIARUM ACADEMIA |

|  | Під керівництвом Анрі Піто, члена Королівської академії наук, Окситанія 1745 року звела міст поруч з акведуком, побудованим римлянами |

(Окситанія — історична назва регіону, до складу якого входить регіон Лангедок)
Новий міст за розмірами повністю збігається з римським і так само виготовлений з місцевого каміння, через це здалеку новобудови зовсім не помітно. Цей міст довго використовувався для переправи дорожнього транспорту, він також становив частину траси місцевого значення A9, але після того як було збудовано новий міст через Ремулен, став використовуватись як пішохідний міст для туристів.
1840 року Проспер Меріме, відомий французький письменник, а також генеральний інспектор історичних пам'яток (починаючи з 1834), вніс Пон-дю-Гар до списку найголовніших історичних пам'яток Франції, завдяки цьому міст зазнав декількох реконструкцій: з 1842 по 1846 під керівництвом Шарля-Огюста Кестеля, коли зокрема було побудовано сходи на останній поверх, та з 1855 по 1859 під керівництвом Жан-Шарля Лесне.
1985 року Пон-дю-Гар потрапляє до списку Світової спадщини ЮНЕСКО.
У 1988 році та особливо в 2002 році акведук став свідком великих повеней, що зчесали більшість рослинності з кам'янистих берегів Гару, але при цьому не завдали шкоди самій конструкції акведука.

## Туризм

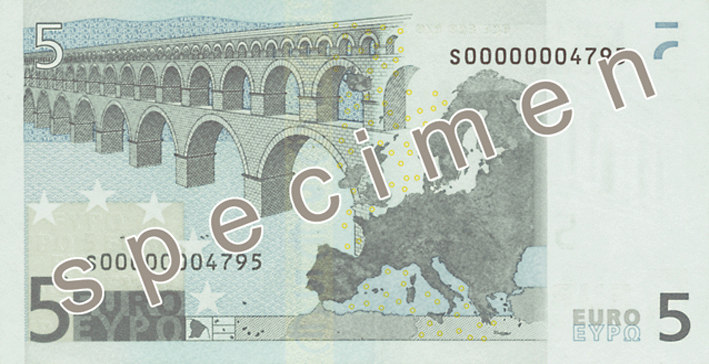
Зворотне зображення мосту класичної епохи на банкноті в 5 євро дуже нагадує Пон-дю-Гар

Згідно з даними 2006 року Пон-дю-Гар щорічно відвідують 1.2 мільйони відвідувачів, що ставить його на 39 позицію, серед найвідвідуваніших туристичних місць Франції та на перші місця серед французьких пам'яток античності.
Пон-дю-Гар знаходиться за 27 км від Німу та за 21 км від Авіньйону. До Пон-дю-Гар можна добратись машиною по трасі A9, або ж залізницею: станції TGV є в Німі та Авіньйоні, дорога з Парижа в Нім на TGV забирає 2 год. 50 хв.
Після 2000 року територія навколо Пон-дю-Гар стала доступною лише для пішоходів, а також була оновлена туристична інфраструктура. Відтепер тут існує музей, що розповідає про історію акведука, ігровий центр для дітей, а також маршрути природними зонами цього краю, що славиться своїми оливками та рожевим вином.
Протягом усього літнього сезону Пон-дю-Гар підсвічується вночі.